# Stazione di Đồng Đăng
La stazione di Đồng Đăng (in vietnamita: Ga Đồng Đăng) è una stazione ferroviaria del Vietnam, situata nella omonima città della provincia di Lạng Sơn. È l'ultima stazione sulla linea Hanoi-Đồng Đăng prima del Passo dell'Amicizia, sul confine con la Cina. La stazione più vicina in territorio cinese è Pingxiang, sulla linea Hunan–Guangxi.
La stazione è equipaggiata con 10 binari a scartamento sia standard che metrico. Qui terminano i treni provenienti dalla stazione di Hanoi effettuati con materiale a scartamento metrico, mentre i treni diretti per Nanning e Pechino, provenienti dalla stazione di Gia Lâm e operati con materiale a scartamento standard effettuano fermata nella stazione prima di proseguire in territorio cinese.
La stazione è stata ristrutturata nel 2019.